# Stichopogon mahatoi
Stichopogon mahatoi là một loài ruồi trong họ Asilidae. Stichopogon mahatoi được Joseph & Parui miêu tả năm 1997. Loài này phân bố ở miền Ấn Độ - Mã Lai.